# Bernardo Atxaga

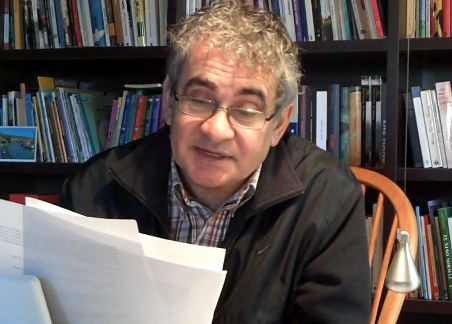
Bernardo Atxaga in 2009

Bernardo Atxaga (pseudoniem van Joseba Irazu Garmendia) is een Baskische schrijver, geboren in Asteasu, Guipúzcoa in 1951.
Hij werd bekend met Obabakoak dat in diverse talen, waaronder het Nederlands (Obabakoak of het ganzenbord) is vertaald. Bernardo Atxaga is naast schrijver ook econoom en vertaler, hij vertaalt zijn eigen boeken vanuit het Baskisch naar het Spaans. Behalve romans schrijft hij kinderboeken en poëzie.

## Werken
- Obabakoak of het ganzenbord, vertaling Johanna Vuyk-Bosdriesz, uitg. Nijgh & Van Ditmar, 1992
- De man alleen
- De zoon van de accordeonist
- Memoires van een koe